# Aliança 90/Els Verds
Aliança 90/Els Verds (en alemany Bündnis 90/Die Grünen, abreujat GRÜNE) és un partit polític alemany que va sorgir el 1993 de la fusió de Bündnis 90 (Aliança 90), un partit d'oposició de l'antiga República Democràtica Alemanya (RDA) amb Die Grünen (Els Verds). A escala europea, és membre del Partit Verd Europeu en el Parlament Europeu.

## Ideologia
Els Verds/Aliança 90 combinen posicions d'esquerres amb idees ecologistes i liberals, sent considerat una força política de centreesquerra. Segons el programa de principis polítics aprovat en 2002, els seus valors fonamentals són "l'ecologia, l'autonomia, una justícia ampliada i una democràcia viva", a més de "la no-violència" i "els drets humans". Alguns dels seus punts principals són la reforma ecològica dels impostos, la sostenibilitat de l'ús de l'energia, els drets dels animals i la seguretat social.

### Posicions polítiques

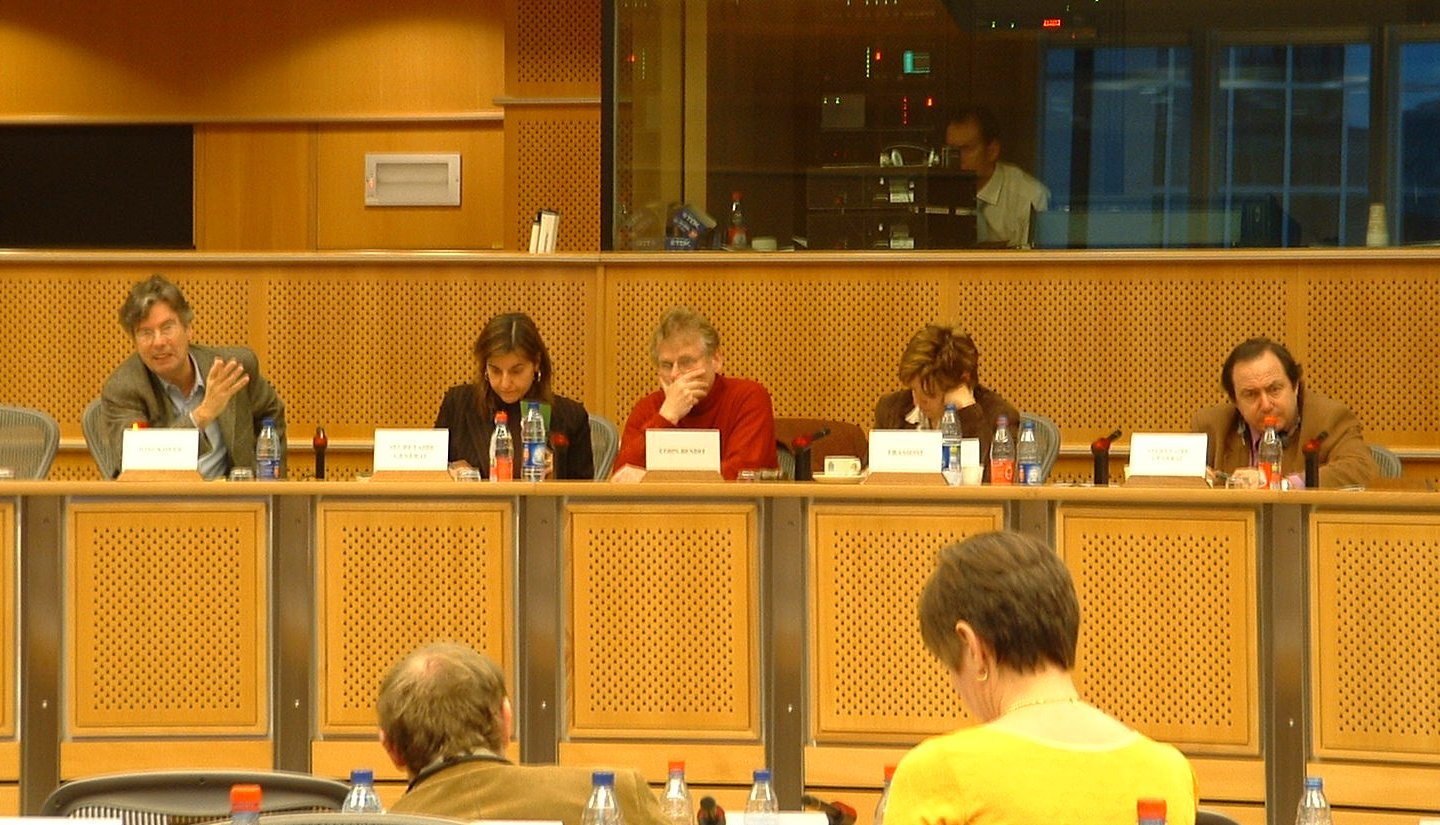
Roda de premsa dels escons del partit en la seu parlamentària d'Estrasburg, amb Daniel Cohn-Bendit al centre.

- Política mediambiental: Un principi bàsic de la política dels Verds és el desenvolupament sostenible. Això inclou el respecte al medi ambient, la protecció dels recursos naturals i el foment de les energies renovables. Per sobre de la política mediambiental, des de 2007 Els Verds defensen una política climàtica que també inclou aspectes de política socioeconòmica i de seguretat.
- Política socioeconòmica: El desenvolupament sostenible també és la idea principal de la política socioeconòmica dels Verds, amb l'objecte de cobrir les necessitats de les generacions actuals sense minvar les de les esdevenidores. A més, una part del partit defensa la idea d'un "ingrés bàsic incondicional" per a ampliar l'actual sistema de seguretat social.
- Política social: En política social, Els Verds defensen amb fermesa la llibertat individual i col·lectiva i els drets civils. Exemples d'aquesta política són la integració dels immigrants en una "societat multicultural", el reconeixement de les parelles homosexuals i la igualtat de gènere. Els Verds mantenen una política estricta de quotes per a garantir l'equitat de dones i homes en tots els seus gremis.
- Política europea: Els Verds donen suport tant l'aprofundiment com l'ampliació de la Unió Europea (UE). Això inclou, entre altres coses, el suport a l'entrada de Turquia a la UE i al Tractat de Lisboa.
- Política educativa: Els Verds donen suport els principis de les escoles integrals, per a superar l'actual sistema d'educació d'Alemanya amb la seva segregació dels alumnes en escoles de diferent nivell. En política universitària, Els Verds rebutgen les taxes de matriculació (prohibides a Alemanya fins a 2005), encara que a Hamburg, on formen part del govern regional, van acceptar un model segons el qual els estudiants només han de pagar aquestes taxes si després de la seva carrera troben un treball amb una remuneració alta.

## Història

### Fundació dels Verds
Die Grünen (Els Verds) es van formar en la República Federal d'Alemanya (RFA) des de mitjans dels anys 1970 com una aliança de diversos grups i iniciatives populars, sobretot representants dels "nous moviments socials" (ecologisme, feminisme, pacifisme, etc.). A escala regional, diversos petits partits ecologistes es van presentar en eleccions regionals i municipals, encara que sense aconseguir tot just representació parlamentària. A les eleccions europees de 1979, es va presentar per primera vegada una llista nacional verda, liderada per l'activista Petra Kelly, qui fins a aquest moment havia pertangut al Partit Socialdemòcrata d'Alemanya (SPD), i Herbert Gruhl, exdiputat per la Unió Demòcrata Cristiana d'Alemanya (CDU). La llista va aconseguir el 3,2% dels vots i cap escó. El 13 de gener de 1980, finalment, es va fundar el partit Die Grünen a Karlsruhe. El seu fonament ideològic va ser marcat pels lemes "socialisme, ecologisme, democràcia directa, no-violència".
Segons Petra Kelly, Els Verds es van entendre com un "partit anti-partits", rebutjant el sistema polític parlamentari existent en la RFA. L'èxit social del partit i l'entrada d'un gran nombre de nous membres, procedents sobretot dels nous moviments socials, va provocar l'escissió de l'ala més conservadora del partit al voltant de Herbert Gruhl, que en 1982 va fundar el Partit Ecològic Democràtic (ÖDP). Una de les característiques clau dels verds en els seus primers anys va ser el seu fort arrelament en el moviment per la pau. A la dècada de 1980, els Verds eren hostils a l'adhesió d'Alemanya a l'OTAN. En el programa federal de 1980, els Verds van demanar la dissolució immediata dels blocs militars a l'oest i l'est. Molts membres verds van participar en protestes dirigides contra l'emmagatzematge d'armes nuclears nord-americanes a sòl alemany. Petra Kelly va ser una de les principals activistes contra les armes nuclears.

### Entrada en el Bundestag i desenvolupament fins a 1990

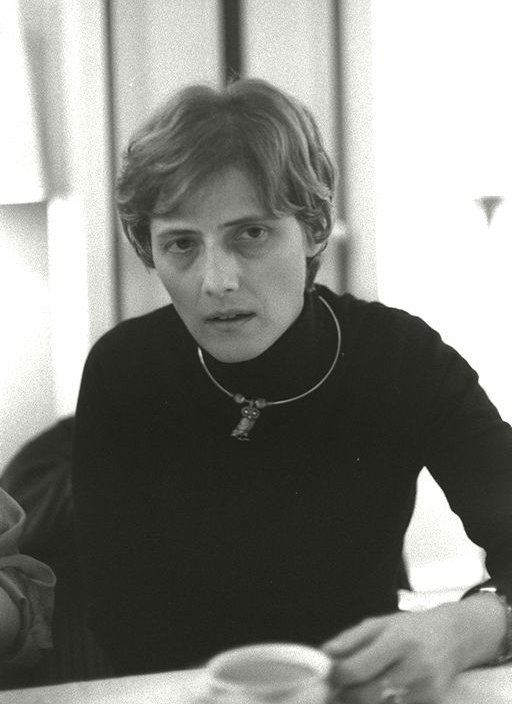
Petra Kelly 1987 en el Bundestag

A les eleccions federals alemanyes de 1983, els Verds van aconseguir per primera vegada representació al Parlament Federal (Bundestag), obtenint el 5,6% dels vots i 27 diputats. Durant els anys següents, el desenvolupament del partit va estar marcat pels conflictes entre les ales "fonamentalista" i "realista" del partit: mentre els fondis van defensar una línia esquerrana més radical, rebutjant el sistema parlamentari existent a Alemanya, els realos van tractar d'obrir el partit, per a fer possible la participació en pactes de govern amb el Partit Socialdemòcrata d'Alemanya (SPD).
El 1985, es va formar la primera coalició rojaverda al parlament regional de Hesse; Joschka Fischer va ser nomenat ministre de Medi ambient d'aquest estat federat. A les eleccions federals de 1987, Els Verds van aconseguir el 8,3% dels vots i 44 diputats.

### Fusió amb Aliança 90
La caiguda del mur de Berlín i la reunificació alemanya el 1989/90 va ser un moment històric important també per als Verds. Fins a aquest moment, aquests no havien posat en dubte l'existència de dos Estats alemanys i, a diferència d'altres partits, no donaven molta importància a la reunificació. A les eleccions federals de 1990, per tant, Els Verds es van presentar amb el lema: "Tots parlen d'Alemanya. Nosaltres parlem del clima." No obstant això, aquesta actitud no va correspondre amb l'ambient polític predominant en el país en aquest moment, pel que Els Verds a la part occidental d'Alemanya no van assolir superar el mínim del 5% dels vots necessaris per a obtenir representació parlamentària.
No obstant això, des de 1989 també van començar a sorgir grups afins als Verds en l'Alemanya oriental. D'una banda, en 1989 es va fundar el Partit Verd de la RDA, que en 1990 va fusionar amb Els Verds. Per altra banda, al febrer de 1990 diversos grups defensors dels drets civils en la RDA van formar l'aliança electoral Bündnis 90 (Aliança 90). A les eleccions federals de 1990, aquesta Aliança i la seccion oriental del partit verd es van presentar en una llista conjunta, sota la denominació de Bündnis 90/Grüne - BürgerInnenbewegung (Aliança 90/Verds - Moviment de Ciutadanes i Ciutadans), obtenint vuit escons en el Bundestag.

### Fusió d'Aliança 90 i Els Verds
A partir d'inicis de la dècada de 1990, es va intensificar la cooperació entre Els Verds i Aliança 90, i el 14 de maig de 1993, els dos partits es fusionaren per a formar el nou partit Bündnis 90/Die Grünen (Aliança 90/Els Verds). A les eleccions federals alemanyes de 1994, van obtenir el 7,3% dels vots i 49 diputats. Aquest mateix any, es va formar l'organització juvenil Grüne Jugend (Joventuts Verdes).i la defensa dels drets i les llibertats civils es va convertir en un pilar bàsic de la ideologia dels Verds, moderant la posició pacifista del partit. El juny de 1992, Daniel Cohn-Bendit va demanar una intervenció militar a Sarajevo.
El 1996, les diverses fundacions afins al partit es van fusionar per a formar la Fundació Heinrich Böll. A més, durant aquests anys, Els Verds van assolir formar governs regionals conjunts amb el Partit Socialdemòcrata d'Alemanya (SPD) als länder Berlín (1989-90 i 2001-02), Baixa Saxònia (1990-94), Hesse (1991-99), Saxònia-Anhalt (1994-98), Renània del Nord-Westfàlia (1995-2005), Slesvig-Holstein (1996-2005) i Hamburg (1997-2001). No obstant això, el partit mai va poder assentar-se per complet a l'est del país, on tot just va aconseguir representació als parlaments regionals.

### Participació en el Govern Federal (1998 a 2005)

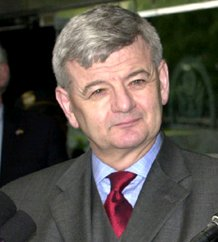
Joschka Fischer, 1998-2005 ministre federal de Relacions Exteriors

A les eleccions federals de 1998, Els Verds/Aliança 90 van aconseguir el 6,7% dels vots. Aquesta lleugera reculada, no obstant això, no va impedir que el Partit Socialdemòcrata d'Alemanya (SPD) i Els Verds poguessin formar, per primera vegada a escala federal, un pacte de govern roigverd sota el canceller Gerhard Schröder (SPD). Joschka Fischer, que en la legislatura anterior havia estat portaveu del grup parlamentari verd, es va convertir en ministre de Relacions Exteriors i vicecanceller; Andrea Fischer va ser nomenada ministra de Sanitat i Jürgen Trittin, ministre de Medi ambient. Sota la influència de la massacre de Srebrenica de 1995, Alemanya va participar en la guerra de Kosovo i la guerra de l'Afganistan amb Fischer com a en ministre d'Afers Exteriors. La Conferència de Delegats Federals a Bielefeld el 13 de maig de 1999 (vegeu també el discurs de Joschka Fischer sobre la missió de l'OTAN a Kosovo) va provocar la marxa de diversos membres destacats de l'ala més esquerrana i pacifista (fundi) imposant-se la línia realo defensada per Joschka Fischer i Daniel Cohn-Bendit.
Després de la crisi de les vaques boges, el gener de 2001, Andrea Fischer va ser substituïda per la socialdemòcrata Ulla Schmidt; a canvi, va entrar en el gabinet la verd Renate Künast com a ministra de Protecció del Consumidor, Alimentació i Agricultura. Durant la seva etapa en el govern alemany, Els Verds van tractar de realitzar alguns dels seus projectes polítics principals. Durant la legislatura de 1998-2002, es van aprovar, entre d'altres, un impost ecològic sobre el consum d'energia (encara que no exactament en la forma proposada pels Verds), l'abandó de l'energia nuclear (encara que només a partir de 2021), una llei per a fomentar les energies renovables, una liberalització del dret d'immigració i la "llei d'associacions vitals registrades", una versió descafeïnada del matrimoni gai. No obstant això, totes aquestes lleis van estar marcades per la necessitat de trobar compromisos amb el SPD.
En política exterior, el punt àlgid de la legislatura va ser la guerra de Kosovo de 1999. Aquesta va provocar dures crítiques del sector pacifista del partit. No obstant això, Joschka Fischer va defensar la participació alemanya en la guerra, amb l'argument que es tractava de frenar el genocidi contra els kosovars i evitar un "nou Auschwitz". Finalment, en un congrés extraordinari, el partit va aprovar aquesta línia política. En 2002/03, Fischer va protagonitzar el rebuig alemany a la guerra de l'Iraq, assolint així la reconciliació amb el sector pacifista del partit. Pocs mesos abans de les eleccions federals de 2002, Els Verds van aprovar un nou programa de principis amb el títol Die Zukunft ist grün ("El futur és verd"). A les eleccions, van obtenir el millor resultat de la seva història en unes eleccions federals, amb un 8,6% dels vots i 55 escons. Aquest resultat va ser suficient per a tornar a formar govern amb el SPD, que havia sofert una notable reculada de vots i només havia empatat en vots (38,5%) amb la CDU-CSU.
Dos anys més tard, Els Verds van tornar a superar el seu resultat electoral a les eleccions europees de 2004, en les quals van aconseguir l'11,9% dels vots. No obstant això, durant la segona legislatura del govern federal roigverd, Els Verds tot just van aconseguir llançar nous projectes importants. En canvi, la legislatura va estar marcada per la crisi econòmica i per les reformes empreses pel SPD de Schröder i de Wolfgang Clement, ministre d'Economia i Treball. Aquestes reformes de retallades socials i flexibilització econòmica (conegudes com a Agenda 2010) van provocar una forta caiguda del SPD en les enquestes d'intenció de vot a partir de 2004, però tot just van afectar els Verds.

### A l'oposició (2005–2021)
A les eleccions federals del 18 de setembre de 2005, Els Verds van obtenir el 8,1% dels vots, una lleugera reculada enfront del resultat de 2002. No obstant això, les pèrdues del Partit Socialdemòcrata d'Alemanya (SPD) i l'entrada del partit Die Linke (L'Esquerra) al Bundestag van impedir una nova majoria roigverda. Per tant, Els Verds van passar a l'oposició, donant lloc a la formació d'una "gran coalició" entre CDU-CSU i SPD sota la canceller Angela Merkel. Amb 51 escons, Els Verds són el grup opositor més petit del parlament alemany, per darrere dels liberals (FDP) i de Die Linke.
Els portaveus del grup parlamentari verd són Renate Künast i Fritz Kuhn; Renate Künast i Jürgen Trittin han estat designats com candidats principals per a les eleccions federals de 2009. Els presidents del partit són Claudia Roth i Cem Özdemir, sent aquest últim el primer cap d'un partit alemany procedent d'una família d'immigrants.
Durant els últims anys, Els Verds van mantenir els seus bons resultats en les eleccions regionals, sobretot en l'oest del país. No obstant això, sobretot a causa dels mals resultats del SPD, entre 2005 i 2007 ja no participaven en el govern de cap estat federat. Al maig de 2007, Els Verds van obtenir el seu millor resultat electoral fins ara en l'elecció al parlament regional de Bremen, amb un 16,4% dels vots, la qual cosa els va permetre tornar a formar part del govern regional al costat del SPD. A l'abril de 2008, a més, es va formar a Hamburg la primera coalició de govern entre els Verds i la CDU, sota el primer alcalde Ole von Beust. Aquest pacte, que pocs anys abans encara havia semblat impensable per les diferències ideològiques, va subratllar l'acostament entre ambdós partits i es considera un model per a una possible coalició a escala federal després de les eleccions federals de 2009.
Ska Keller, en les eleccions al Parlament Europeu de 2014, es va presentar (juntament amb l'activista francès José Bové) com a candidata a la presidència de la Comissió Europea pel Partit Verd Europeu. En tot cas, amb molt més vot a les grans i mitjanes àrees urbanes que als municipis mitjans o a les zones rurals, no és pot descartar que el partit giri més cap al centre per ampliar el seu suport electoral

### Reincorporació al govern federal
A les eleccions federals alemanyes de 2021 el Partit Socialdemòcrata d'Alemanya (SPD) es va posar al capdavant amb més del 25% dels vots, un augment de cinc punts respecte al 2017, i Olaf Scholz reivindicà públicament el paper de lider del proper govern federal mentre que el CDU/CSU, en segon lloc, van aconseguir el seu pitjor resultat des de 1949. L'Aliança 90/Els Verds va aconseguir el seu millor resultat de la història amb un 14,8%
Amb el rebuig a una cinquena gran coalició tant per la CDU/CSU com pel SPD, el Partit Democràtic Lliure (FDP) i Aliança 90/Els Verds tenien la clau de la governabilitat. El 23 de novembre, després de complexes converses de coalició, SPD, FDP i Verds van formalitzar un acord per formar una coalició, i Olaf Scholz i el seu gabinet van ser elegits pel Bundestag el 8 de desembre en la que els verds tenen un paper més influent que en la seva primera coalició federal amb l'SPD i Robert Habeck es va convertir en Ministre d'Afers Econòmics i Acció Climàtica.
En 25 de setembre de 2024 Ricarda Lang i Omid Nouripour van dimitir per la caiguda de suport a les eleccions al Parlament Europeu de 2024 i les eleccions estatals de Brandenburg i Turíngia, on va sortir del govern, i la gairebé desaparició a Saxònia, degut a l'ascens de l'Alternativa per Alemanya i l'incipient Aliança Sahra Wagenknecht. El 17 de novembre el partit va escollir com a nous copresidents Felix Banaszak i Franziska Brantner, i a la vegada s'escollia al ministre d'Economia Robert Habeck com el candidat a canceller a les eleccions anticipades previstes per al 23 de febrer.

### De nou a l'oposició
L'endemà de les eleccions federals alemanyes de 2025, en què el partit va perdre 33 escons i va quedar fora del govern de gran coalició entre CDU i l'SPD, Robert Habeck va anunciar la seva dimissio del lideratge del partit, i l'altra cocandidata dels Verds, Annalena Baerbock, així com l'exlíder del partit Ricarda Lang, van esdevenir els líders del partit al Bundestag.

## Resultats electorals

### Eleccions legislatives
| Any  | Circumscripció | Circumscripció | Llista de partit | Llista de partit | Escons    | +/– | Govern                  |
| Any  | Vots           | %              | Vots             | %                | Escons    | +/– | Govern                  |
| ---- | -------------- | -------------- | ---------------- | ---------------- | --------- | --- | ----------------------- |
| 1980 | 732,619        | 1.0 (#5)       | 569,589          | 1.5 (#5)         | 0 / 497   | Nou | Extraparlamentari       |
| 1983 | 1,609,855      | 4.1 (#5)       | 2,167,431        | 5.6 (#5)         | 27 / 498  | 27  | Oposició                |
| 1987 | 2,649,459      | 7.0 (#4)       | 3,126,256        | 8.3 (#5)         | 42 / 497  | 15  | Oposició                |
| 1990 | 2,589,912      | 5.6 (#5)       | 2,347,407        | 5.0 (#4)         | 8 / 662   | 36  | Oposició                |
| 1994 | 3,037,902      | 6.5 (#4)       | 3,424,315        | 7.3 (#4)         | 49 / 672  | 41  | Oposició                |
| 1998 | 2,448,162      | 5.0 (#4)       | 3,301,624        | 6.7 (#4)         | 47 / 669  | 2   | SPD–Verds               |
| 2002 | 2,693,794      | 5.6 (#5)       | 4,108,314        | 8.6 (#4)         | 55 / 603  | 8   | SPD–Verds               |
| 2005 | 2,538,913      | 5.4 (#5)       | 3,838,326        | 8.1 (#5)         | 51 / 614  | 4   | Oposició                |
| 2009 | 3,974,803      | 9.2 (#5)       | 4,641,197        | 10.7 (#5)        | 68 / 622  | 17  | Oposició                |
| 2013 | 3,177,269      | 7.3 (#5)       | 3,690,314        | 8.4 (#4)         | 63 / 630  | 5   | Oposició                |
| 2017 | 3,717,436      | 8.0 (#6)       | 4,157,564        | 8.9 (#6)         | 67 / 709  | 4   | Oposició                |
| 2021 | 6,465,502      | 14.0 (#3)      | 6,848,215        | 14.7 (#3)        | 118 / 735 | 51  | SPD–Verds–FDP (2021–24) |
| 2021 | 6,465,502      | 14.0 (#3)      | 6,848,215        | 14.7 (#3)        | 118 / 735 | 51  | SPD–Verds (2024–25)     |
| 2025 | 5,761,476      | 11.6 (#4)      | 5,442,912        | 11.0 (#4)        | 85 / 630  | 33  | Oposició                |

### Parlament Europeu
| Any  | Vots      | %          | Escons  | +/– | Grup      |
| ---- | --------- | ---------- | ------- | --- | --------- |
| 1979 | 893,683   | 3.21 (#5)  | 0 / 81  | Nou | –         |
| 1984 | 2,025,972 | 8.15 (#4)  | 7 / 81  | 7   | RBW       |
| 1989 | 2,382,102 | 8.45 (#3)  | 8 / 81  | 1   | Verds     |
| 1994 | 3,563,268 | 10.06 (#3) | 12 / 99 | 4   | Verds     |
| 1999 | 1,741,494 | 6.44 (#4)  | 7 / 99  | 5   | Verds/ALE |
| 2004 | 3,078,276 | 11.94 (#3) | 13 / 99 | 6   | Verds/ALE |
| 2009 | 3,193,821 | 12.13 (#3) | 14 / 99 | 1   | Verds/ALE |
| 2014 | 3,138,201 | 10.69 (#3) | 11 / 96 | 3   | Verds/ALE |
| 2019 | 7,675,584 | 20.53 (#2) | 21 / 96 | 10  | Verds/ALE |
| 2024 | 4,736,913 | 11.90 (#4) | 12 / 96 | 9   | Verds/ALE |